# Livigno-Alpen
Die Livigno-Alpen sind eine Gebirgsgruppe in den zentralen Ostalpen, die sich vom Engadin im Osten der Schweiz bis in die Provinz Sondrio in Norditalien um die italienische Gemeinde Livigno herum erstreckt. Teile des Gebirges sind im Nationalpark Stilfserjoch und im Schweizerischen Nationalpark unter Schutz gestellt.

## Umgrenzung und benachbarte Gebirgsgruppen
Die Livigno-Alpen werden den Rätischen Alpen zugeordnet.
Die Gruppe wird wie folgt begrenzt:
- im Südosten das obere Addatal (Veltlin) von Bormio bis Tirano zur Sobretta-Gavia-Gruppe
- im Südwesten durch den Berninapass (Linie Tirano im Veltlin – Val di Poschiavo (Puschlav) – Berninabach – Samedan im Engadin) von der Berninagruppe getrennt
- im Nordwesten trennt das obere Engadin (Samedan–Zernez) das Gebiet von den Albula-Alpen
- im Nordosten bilden die Grenze zur Sesvennagruppe und zu den Ortler-Alpen
  - nach der Alpenvereinseinteilung der Ostalpen (AVE)[1] die Linie Zernez – unteres Val da Spöl bis Einmündung Ova dal Fuorn zur Sesvenna, Punt dal Gall und von dort Valle del Gallo (Ostarm des Lago di Livigno) – Passo di Fraele – Valle di Fraele – Bormio im Veltlin zu den Ortler-Alpen
  - in der Schweiz gilt Zernez – Ofenpass – Val Müstair (Münstertal) zur Sesvennagruppe und Stilfser Joch zum Ortlermassiv

Durch die uneinheitliche Abgrenzung wird das Quellgebiet der Adda (Valle di Fraele, Lago di San Giacomo und Lago di Cancano) sowie das Val Mora und die Umbrailgruppe teils der Livigno-, teils der Ortler-, teils der Sesvennagruppe, in der Schweiz also den Bündner Alpen zugerechnet.

## Wichtige Gipfel (AVE)
| Gipfel                       | Höhe (Meter) |
| Cima de’ Piazzi              | 3.439        |
| Cima Viola                   | 3.384        |
| Piz Paradisin                | 3.305        |
| Pizzo di Dosde               | 3.280        |
| Scima da Saoseo              | 3.262        |
| Piz Languard                 | 3.266        |
| Piz Vadret                   | 3.199        |
| Piz Quattervals              | 3.157        |
| Monte Cassa del Ferro        | 3.140        |
| Cime Redasco                 | 3.139        |
| Monte Forcellina             | 3.087        |
| Piz Sena                     | 3.078        |
| Piz Chaschauna               | 3.072        |
| Monte Vago                   | 3.059        |
| Monte Foscagno               | 3.051        |
| Pizzo del Teo                | 3.050        |
| Pizzo del Ferro (Val Fraele) | 3.050        |
| Piz Minor                    | 3.049        |
| Monte Saliente               | 3.049        |
| Piz Lagalb                   | 2.959        |
| Monte Masuccio               | 2.816        |

## Pässe
Pässe der Livignoalpen:
| Pass                               | Strecke                                               | Beschaffenheit des Wegs | Höhe (m) |
| Passo di Dosde                     | vom Val Grosina ins Val Viola Bormina                 | Fußweg                  | 2.850    |
| Passo di Sacco                     | von der Berninastraße nach Grosio                     | Fußweg                  | 2.751    |
| Pass Chaschauna                    | von S-chanf nach Livigno                              | Reitweg                 | 2.692    |
| Umbrailpass (Giogo di Santa Maria) | vom Val Müstair (Münstertal) zur Stilfser-Joch-Straße | Straße                  | 2.512    |
| Passo di Val Viola                 | von der Berninastraße nach Bormio                     | Reitweg                 | 2.431    |
| Giufplanpass                       | von der Ofenpassstraße ins Val Fraele                 | Reitweg                 | 2.354    |
| Berninapass                        | von Pontresina nach Tirano                            | Straße                  | 2.330    |
| Forcola di Livigno                 | vom Berninapass nach Livigno                          | Straße                  | 2.328    |
| Passo di Verva                     | von Bormio nach Grosio                                | Fußweg                  | 2.314    |
| Foscagnopass                       | von Bormio nach Trepalle                              | Straße                  | 2.291    |
| Alpisellapass                      | von Livigno ins Val Fraele                            | Reitweg                 | 2.285    |
| Dossradondpass                     | vom Val Müstair ins Val Fraele                        | Reitweg                 | 2.240    |
| Passo d’Eira                       | von Livigno nach Trepalle                             | Straße                  | 2.209    |
| Ofenpass                           | von Zernez ins Val Müstair                            | Straße                  | 2.155    |
| Fraelepass                         | vom Val Fraele zur Ofenpassstraße                     | Reitweg                 | 1.950    |
| Scale di Fraele                    | von Bormio ins Val Fraele                             | unbefestigte Straße     | 1.942    |